# ルキウス・マルキウス・ケンソリヌス (紀元前39年の執政官)
ルキウス・マルキウス・ケンソリヌス（ラテン語: Lucius Marcius Censorinus、生没年不詳）はプレブス（平民）出身の共和政ローマの政治家・軍人。紀元前39年に執政官（コンスル）を務めた。

## 出自
マルキウス氏族はプレブスではあるが、ノビレス（新貴族）として高位官職がプレブスに解放されて以来（紀元前367年のリキニウス・セクスティウス法）多くの高官を出している。最初に執政官となったのはガイウス・マルキウス・ルティルスで、紀元前357年のことであった。マルキウス氏族は第2代ローマ王ヌマ・ポンピリウスの孫に当たる第4代ローマ王アンクス・マルキウスの子孫とされている。何人かの古代の学者はヌマの息子の一人からマルキウス氏族の家系をたどることを試みており、さらには軍神マールスとの関連性も示唆されている。

### 家族
ルキウスはガイウス・マルキウス・ルティルス・ケンソリヌスの直系の子孫である。ルティルス・ケンソリヌスはローマ史上初めて監察官（ケンソル）を二度務めた人物であり、ケンソリヌスのアグノーメン（第四名、添え名）を得た。その子孫達はコグノーメン（第三名、家族名）としてケンソリヌスを名乗るようになった。
ルキウスの曽祖父は紀元前149年の執政官ルキウス・マルキウス・ケンソリヌスであり、第三次ポエニ戦争開始時にはローマ艦隊の司令官を務めた。祖父のプラエノーメン（第一名、個人名）はガイウス、父はルキウスであり紀元前83年の造幣官であった。その弟のガイウスはポプラレス（民衆派）の代表的人物の一人であったが スッラの内戦で敗北し、紀元前82年に処刑されている。

## 経歴
ケンソリヌスの父も叔父もポプラレスであったため、ガイウス・ユリウス・カエサルとグナエウス・ポンペイウスが戦ったローマ内戦ではカエサルを支持した。同時代のギリシアの歴史家ニコラウス・ダマスクス（en）によると、紀元前44年3月15日のカエサル暗殺の際、元老院議員の中でケンソリヌスとガイウス・カルウィシウス・サビヌスのみがカエサルを護ろうとした (後にこの功績が讃えられて両者は執政官に就任している)。キケロは紀元前44年4月19日付の書簡で、カエサル派の中でケンソリヌスがカエサルが略奪した資産の管理を行っていると述べている。

### プラエトルシップ
紀元前43年、ケンソリヌスはマルクス・アントニウスの支援もあって法務官（プラエトル）に就任した。おそらくは、彼は首都プラエトル（プラエトル・ウルバヌス）であったと思われる。にもかかわらず、ケンソリヌスはアントニウスがカエサル殺人実行犯の一人であるデキムス・ユニウス・ブルトゥス・アルビヌスをムティナ（現在のモデナ）に包囲した際には、この作戦に参加している。
この戦いはアントニウス側の敗北に終わり、ケンソリヌスはアントニウス派の主要人物（他にプブリウス・ウェンティディウス・バッスス）として、アントニウスと共に「国家の敵」と宣言されている。しかし、アントニウスは直ぐにオクタウィアヌスと同盟してローマを奪取する。この後プロスクリプティオが宣言され、国家の敵と宣言された人物の財産が没収されたため、ケンソリヌスはさらに豊かになった。特に、彼はパラティヌスの丘にあったキケロの邸宅を手に入れている。

### その後
この後、ケンソリヌスはバルカン半島におけるリベラトレス（共和主義者）軍との戦いに参加し、フィリッピの戦いで大勝利を収めた（紀元前42年10月）。この勝利の後、アントニウスはケンソリヌスをマケドニア属州とアカエア属州の総督に任じた。
紀元前40年の終わり、ケンソリヌスはローマに戻り、執政官選挙に当選、翌紀元前39年1月1日、執政官に就任した最初の日に凱旋式を実施している。同僚執政官はサビヌスであった。カッシウス・ディオによれば、第二回三頭政治側の軍備を整えるために、両執政官は新しい税を導入した。また、ローマの同盟国だけでなく、退役軍人や解放奴隷の子供までも元老院議員に加えた。またディオは、この年から民会は執政官を2人ではなく、それ以上選出するようになったと書いている。このため、これ以降執政官が1年の任期を満了することはなくなった。ケンソリヌスとサビヌスは正規執政官であったが、同年後半にガイウス・コッケイウス・バルブスとプブリウス・アルフェヌス・ウァルスが補充執政官に任じられている。
ケンソリヌスに関すると思われる記録が紀元前17年にもある。この年の設立された5人委員会の一人にケンソリヌスが選ばれている。

## 参考資料

### 古代の資料
- ウェッレイウス・パテルクルス『ローマ世界の歴史』
- カッシウス・ディオ『ローマ史』
- プルタルコス『対比列伝』
- ガイウス・スエトニウス・トランクィッルス『ローマ皇帝伝』
- マルクス・トゥッリウス・キケロ『アッティクスへの手紙』
- マルクス・トゥッリウス・キケロ『フィリッピカ（アントニウス弾劾演説）』

### 研究書
- Korolenkov A., Smykov E. "Sulla" - M .: Young Guard, 2007. -
- Broughton R. "Magistrates of the Roman Republic" - New York, 1952. - Vol. II.
- Münzer F. "Marcius" // Paulys Realencyclopädie der classischen Altertumswissenschaft . - 1930. - Bd. IV.
- Münzer F. "Marcius 47" // Paulys Realencyclopädie der classischen Altertumswissenschaft . - 1930. - Bd. IV.
- Münzer F. "Marcius 48" // Paulys Realencyclopädie der classischen Altertumswissenschaft . - 1930. - Bd. IV.